# 18125 Браянвілсон
18125 Браянвілсон (18125 Brianwilson) — астероїд головного поясу, відкритий 22 липня 2000 року.
Тіссеранів параметр щодо Юпітера — 3,199.